# (29574) 1998 FM45
A (29574) 1998 FM45 egy kisbolygó a Naprendszerben. A LINEAR projekt keretében fedezték fel 1998. március 20-án.